# 説教する洗礼者聖ヨハネ (グエルチーノ)
『説教する洗礼者聖ヨハネ』（せっきょうするせんれいしゃせいヨハネ、伊: Predica di san Giovanni battista、英: Saint John the Baptist Preaching）、または『洗礼者聖ヨハネ』（せんれいしゃせいヨハネ、伊: San Giovanni battista、英: Saint John the Baptist）は、イタリアのバロック絵画の巨匠グエルチーノが1650年にキャンバス上に油彩で制作した絵画である。ジョヴァンニ・バッティスタ・レドルフィーニ (Giovanni Battista Redolfini) がチェントのサンティッシモ・ロザリオ教会に取得した自身の礼拝堂のために委嘱した。ナポレオン戦争中にフランス軍による接収を免れ、1839年以来、チェントのイル・グエルチーノ市立美術館に所蔵されている。

## 作品
髭を生やした若い洗礼者ヨハネが鑑賞者を見つめている。彼は座っている岩の上に垂れ下がる大きな赤い衣にわずかに覆われており、衣は彼の腰を覆う毛皮を部分的に隠している。ヨハネは左手には長く細い葦の杖を持ち、上に伸ばした右手で天国を指し示している。見事なキアロスクーロの使用により、自然な肌の色であるが古典主義的に造形された聖ヨハネの身体は、洞窟の開口部の光の中で際立っている。その開口部は一種の窓のように見え、背景の美しい丘の風景を照らす夕日の光を見せている。彼の隠遁所は荒野の中の閉ざされた場所として想像されているが、泉の近くにある。泉は洗礼を示唆するもので、ヨハネの雄弁なジェスチャー、十字架の象徴性と関連しており、作品が持つ救済のメッセージを明らかにしている。
グイド・レーニは、本作と同様に右手で天を指す全身像の洗礼者聖ヨハネを何度も描いている。また、レーニの弟子にも同じ図像の作品がある。グエルチーノは本作でレーニを意識しているが、研究者デニス・マーンによれば、「レーニからの借用は図像に限られる。主題の扱いには理想化が見られ、また作風には顕著な繊細さが与えられているものの、現実世界にしっかりと根差している。この意味で、より抽象的かつ幻想的な晩年のレーニの創造とは顕著な対照を見せている」。
この絵画は、明快な肉体の描写や空間構成が後期のグエルチーノの様式を端的に示す。彼は数年後、フォルリのカプチン会の聖堂に設置するために洗礼者ヨハネを主題とする祭壇画を描いたが、その際もこの作品とよく似た構図を採用している。

## ギャラリー

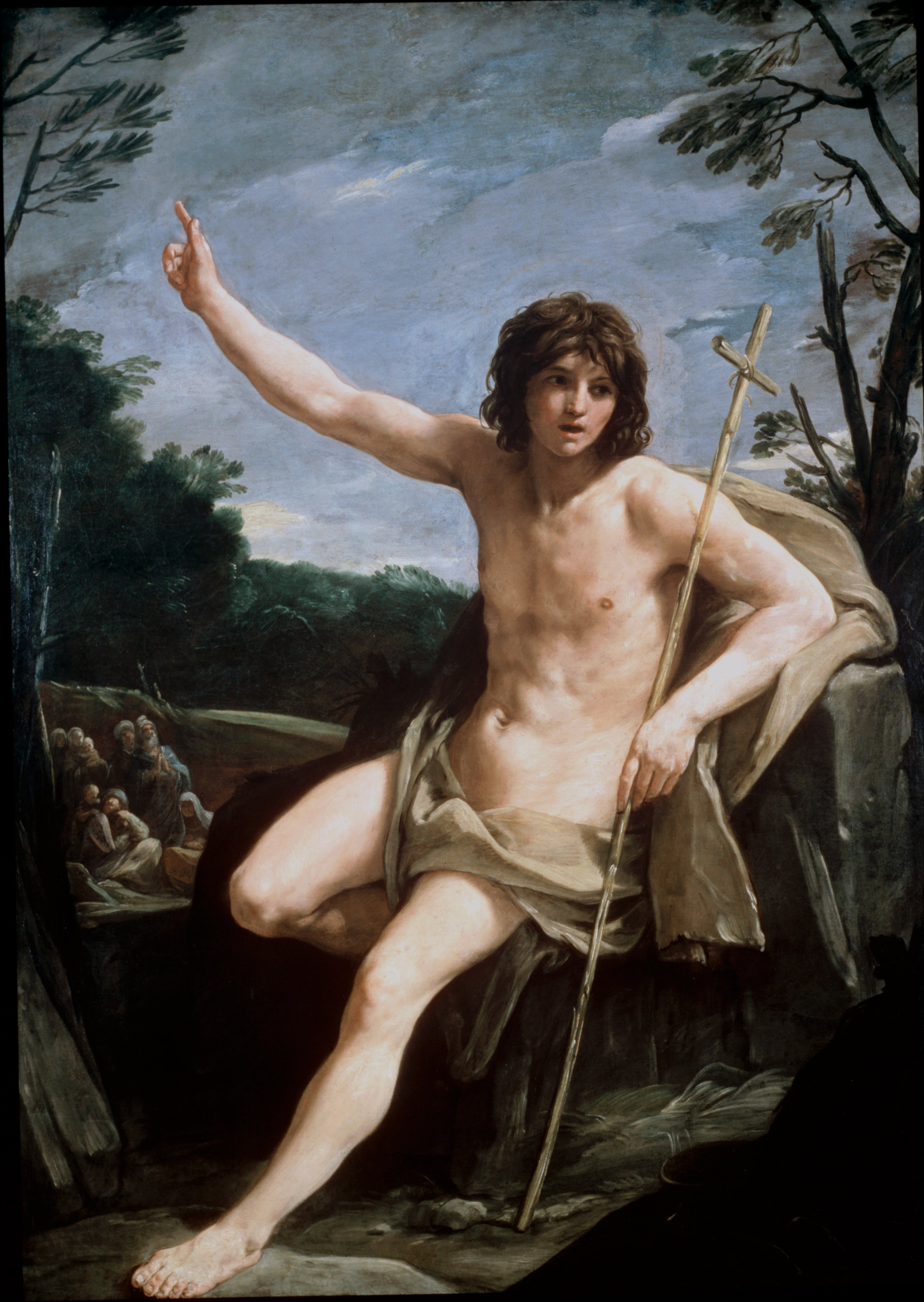
グイド・レーニ『荒野の洗礼者聖ヨハネ』 (1640年ごろ)、ダリッジ・ピクチャー・ギャラリー、ロンドン近郊
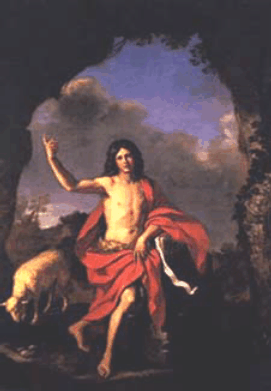
グエルチーノ『説教する洗礼者聖ヨハネ』 (1653-1654年ごろ)、メロッツォ・デッリ・アンブロージ市立絵画館、フォルリ